# Lars Wiklund
Lars Wiklund – szwedzki biathlonista. W Pucharze Świata zadebiutował 12 marca 1987 roku w Lillehammer, gdzie zajął 50. miejsce w biegu indywidualnym. Pierwszy i jedyny raz na podium zawodów indywidualnych stanął: 11 marca 1989 roku w Östersund, gdzie był drugi w sprincie. W zawodach tych rozdzielił Włocha Johanna Passlera i André Sehmischa z NRD. Najlepsze wyniki osiągnął w sezonie 1988/1989, kiedy zajął 31. miejsce w klasyfikacji generalnej. W 1989 roku wystąpił na mistrzostwach świata w Feistritz, gdzie zajął 40. miejsce w biegu indywidualnym, 45. w sprincie oraz piąte w biegu drużynowym. Jeszcze dwukrotnie startował na imprezach tego cyklu, jednak nie poprawił wyników. Nigdy nie brał udziału w igrzyskach olimpijskich.

## Osiągnięcia

### Mistrzostwa świata
| Rok  | Miejscowość | Konkurencje | Konkurencje | Konkurencje | Konkurencje | Konkurencje | Konkurencje | Konkurencje |
| Rok  | Miejscowość | IN          | SP          | PU          | MS          | RL          | MR          | SR          |
| ---- | ----------- | ----------- | ----------- | ----------- | ----------- | ----------- | ----------- | ----------- |
| 1989 | Feistritz   | 40.         | 45.         | nd.         | nd.         | –           | nd.         | –           |
| 1990 | Mińsk/Oslo  | –           | 43.         | nd.         | nd.         | –           | nd.         | –           |
| 1991 | Lahti       | 43.         | –           | nd.         | nd.         | –           | nd.         | –           |

### Puchar Świata

#### Miejsca w klasyfikacji generalnej
| Sezon     | Miejsce |
| --------- | ------- |
| 1986/1987 | -       |
| 1987/1988 | ?       |
| 1988/1989 | 31.     |
| 1989/1990 | -       |
| 1990/1991 | -       |

#### Miejsca na podium chronologicznie
| Lp. | Dzień    | Rok  | Miejscowość | Konkurencja     | Lokata | Pudła | Czas biegu | Strata | Zwycięzca      |
| --- | -------- | ---- | ----------- | --------------- | ------ | ----- | ---------- | ------ | -------------- |
| 1.  | 11 marca | 1989 | Östersund   | Sprint na 10 km | 1.     | 0+0   | 26:26,0    | +4,0   | Johann Passler |